# Teerapong Deehamhae
Teerapong Deehamhae (thailändisch ธีระพงศ์ ดีหามแห, * 5. Januar 1991 in Chaiyaphum), auch als Pure (thailändisch เพียว) bekannt, ist ein thailändischer Fußballspieler.

## Karriere

### Verein
Teerapong Deehamhae erlernte das Fußballspielen beim damaligen Drittligisten Bangkok Christian College FC in Bangkok. 2011 unterschrieb er seinen ersten Vertrag bei dem in der Regional League Division 2, der dritten Liga des Landes, spielenden Roi Et United in Roi Et. 2013 wurde er mit Roi Et Meister der Liga und stieg in die zweite Liga, die Thai Premier League Division 1, auf. Im Juli 2014 wechselte er nach Bangkok und schloss sich dem Erstligisten Police United an. Hier unterschrieb er einen Vertrag bis 2016. 2015 wurde er zu dem ebenfalls in der ersten Liga spielenden Saraburi FC nach Saraburi ausgeliehen, im Jahr 2016 nach Chiangmai zum Chiangmai FC. Nach dem Ende der Ausleihe wurde er von Chianmai fest verpflichtet. Nach dem Auslaufen des Vertrags in Chiangmai unterschrieb er 2018 einen Vertrag beim Erstligisten Chonburi FC in Chonburi. Bis Dezember 2020 absolvierte er 34 Erstligaspiele für die Sharks. Ende Dezember 2020 wurde er an den Ligakonkurrenten PT Prachuap FC nach Prachuap ausgeliehen. Für Prachuap spielte er zehnmal in der ersten Liga. Direkt im Anschluss wurde er im Juli 2021 an den Drittligisten Pattaya Dolphins United ins nahegelegene Pattaya ausgeliehen. Mit den Dolphins feierte er am Ende die Meisterschaft der Eastern Region. In den Aufstiegsspielen zur zweiten Liga konnte man sich nicht durchsetzen. Nach der Ausleihe kehrte er nach Chonburi zurück. Hier wurde sein Vertrag nicht verlängert. Im Juni 2022 unterschrieb er einen Vertrag beim Drittligisten Mahasarakham FC. Mit dem Klub aus Maha Sarakham spielt er in der North/Eastern Region der Liga. Am Ende der Saison wurde er mit dem Verein Meister der Region. In den Aufstiegsspielen zur zweiten Liga konnte man sich jedoch nicht durchsetzen. Die Saison 2023/24 wurde man Vizemeister der Region. In den Aufstiegsspielen konnte man sich durchsetzen und stieg in die zweite Liga auf. Nach insgesamt 64 Ligaspielen wurde sein Vertrag im Sommer 2025 nicht verlängert. Im Juli 2025 wechselte er in die dritte Liga. Hier schloss er sich in Roi Et dem Roi Et PB United FC an. Mit dem Verein spielt er in der North/Eastern Region der Liga.

### Nationalmannschaft
2011 spielte Teerapong Deehamhae viermal in der thailändischen U-23-Nationalmannschaft.

## Erfolge
Roi Et United
- Regional League Division 2: 2013
- Regional League Division 2 – North/East: 2011, 2012, 2013

Pattaya Dolphins United
- Thai League 3 – East: 2021/22

Mahasarakham FC
- Thai League 3 – North/East: 2022/23